# Emlékszem rád
Az Emlékszem rád (eredeti cím: Ég man þig) 2017-ben bemutatott izlandi film Óskar Thór Axelsson rendezésben. A főszerepben Jóhannes Haukur Jóhannesson látható. Magyarországon a Vertigo Média Kft. hozta forgalomba.

## Szereplők
- Jóhannes Haukur Jóhannesson – Freyr
- Kristján Máni Siguroarson – Skipverji
- Anna Gunndís Guomundsdóttir – Katrín
- Sara Dögg Ásgeirsdóttir – Dagný
- Thor Kristjansson – Garðar
- Ágústa Eva Erlendsdóttir – Líf